# فیرفکس استیشن (ویرجینیا)
فیرفکس استیشن (به انگلیسی: Fairfax Station) یک منطقهٔ مسکونی در ایالات متحده آمریکا است که در شهرستان فرفکس، ویرجینیا واقع شده‌است. فیرفکس استیشن ۲۳٫۸ کیلومتر مربع مساحت و ۱۲٬۰۳۰ نفر جمعیت دارد و ۱۲۹٫۵۴ متر بالاتر از سطح دریا واقع شده‌است.